# Life & Cooking
Life & Cooking was een Nederlands televisieprogramma op RTL 4, gepresenteerd door Irene Moors en Carlo Boszhard. Het programma werd geïntroduceerd in september 2000, kort nadat zij gestopt waren met Telekids. Hun presentatie veranderde daarbij niet noemenswaardig. Het programma werd soms live uitgezonden op de zondagmiddag tussen 17.00 en 19.00 uur. Vanaf het 6de seizoen (2005-2006) begon het programma al om 16.45 uur. Vanaf het 9de seizoen (2008-2009) was het programma te zien tussen 17.25 en 19.25 uur.
Op 31 mei 2009 werd de laatste live-uitzending gemaakt, omdat de sponsor de samenwerking had beëindigd. Daarna volgde nog wel de jaarlijkse zomereditie. De laatste aflevering werd afgesloten met het nummer Nog 3-2-1 minuten, dat ook werd gebruikt toen ze stopten met Telekids.
In de zomer van 2009 werd bekend dat Carlo & Irene toch weer terugkeerden op de zondagmiddag met een nieuw liveprogramma: Carlo & Irene: Life4You. Dit programma ging op 6 september 2009 van start. Op 31 mei 2015 kwam dit programma ten einde.

## Format
Het programma was een aaneenschakeling van items over gadgets, lifestyle, artiesten en bekende Nederlanders. De rode draad was de maaltijd die tijdens de uitzending werd bereid. Aanvankelijk werd dit gedaan door Rudolph van Veen, maar in 2005 werd hij vervangen door Vincent van Essen. In 2007 werd Van Essen vervangen door Robert Verweij.
In het programma waren een aantal vaste onderdelen:

### De Weggeefshow
De weggeefshows zijn afleveringen waarin heel veel cadeaus aan het publiek worden gegeven.

### De Doordraaishow (september 2006 - 2009)
Belspel waarbij een kijker zich kan aanmelden. Vervolgens wordt er live in de uitzending een kijker getrokken die, mits die thuis is én kan aantonen dat hij of zij daadwerkelijk Life & Cooking aan het kijken is, de prijs kan winnen waar de pijl op landt in het prijzenrad. Ten slotte wordt er een televisievraag gesteld waarmee de kijker, mits de vraag correct beantwoord wordt, de prijs van het eerdergenoemde rad wint. Ook kiest de kijker een nummer, waarmee een bezoeker uit het studiopubliek dezelfde prijs wint. In de woorden van presentatrice Irene Moors: "Geen belspel, maar een amusementsspel... met bellen". De Doordraaishow is aangepast overgenomen uit Telekids.

### ShowTime (oktober 2006 - december 2006, zomereditie 2007)
Na de terugkeer van De Doordraaishow in een nieuwe stijl, zijn Carlo en Irene steeds meer Telekids elementen in Life & Cooking gaan bewerken. Sinds oktober 2006 wordt het onderdeel Showtime uitgezonden, gepresenteerd door Viktor Vuur (Carlo) en Nada Noppes (Irene). In deze parodie op het showbizz programma Shownieuws, gepresenteerd door Viktor Brand en Nada van Nie, worden naast verscheidene losstaande nieuws'feiten', ook elke week een bekende Nederlander bezocht, waar hun toilet eens extra goed onder de loep wordt genomen. Ook zijn de Veerbootjes, weer een parodie op Shownieuws onderdeel De Veerkampjes, wekelijks van de partij. In deze realitysoap worden de dagelijkse belevenissen van Nel, Hanny en Ton gevolgd. De afleveringen zijn een dag na uitzending terug te bekijken op de site van Life & Cooking.

### De Wereld Slaat Door (november 2007 - maart 2008, zomereditie 2008)
Parodie op De Wereld Draait Door, een talkshow met een mengeling van nieuws, informatie en amusement. Presentator Matthijs van Nieuwkerk ontvangt elke aflevering de meest boeiende gasten, waaronder Giel Beelen en Marianne van Wijnkoop. Ook wekelijks present is een persiflage van de hitmisdaadserie CSI: Miami. Ook tafelgast Marc-Marie Huijbregts was elke week van de partij.

### Het Lekkere Hapje (augustus 2008 - januari 2009)
Elke week is er een andere man het lekkere hapje. Hij staat met een bos bloemen en een gouden envelop ergens in Nederland en belt ergens aan. Als de bewoners thuis zijn en Life & Cooking aan het kijken zijn, op de televisie die in de woonkamer staat, dan krijgen ze de bos bloemen en een verrassingspakket. Ook worden ze uitgenodigd om de week erna bij de uitzending te zijn. Kijken ze niet, dan krijgen ze niets.

### Ik ga d'r voor! (augustus 2008 - mei 2009)
Irene maakte in eerdere seizoenen al allerlei recepten met kok Robert, maar lette daarbij, naar eigen zeggen, niet goed genoeg bij op. In Ik ga d'r voor stelt Irene elke week een vraag die Robert dan beantwoordt.

### Sap-service (augustus 2008 - november 2008)
Soort spel waarbij Carlo en Irene beelden voorgeschoteld krijgen waar het geluid van verwijderd is. Het is de bedoeling dat Carlo en Irene (live) de teksten inspreken. Toen het televisieduo nog Telekids presenteerde, kwam daar een soortgelijk onderdeel in voor, namelijk Spotlight.

### (Ik heb een) Punt (augustus 2008 - mei 2009)
Elke week maakt Irene van een bepaald onderwerp een punt. Dit onderwerp heeft over het algemeen niets met de uitzending te maken en komt er verder ook niet meer in voor, maar kijkers kunnen die de website van het programma reageren op Irenes punt. Zo vroeg Irene zich in de eerste uitzending van seizoen 2008-2009 af waarom suiker in Nederland in papieren zakken zit, die altijd kapotgaan, terwijl men in Spanje iets handigers had gevonden: suiker zit daar in 'melkpakken' met een draaidop.

## Sponsoring
Het programma draaide volledig op sponsoring. Hoofdsponsor was levens- en wasmiddelenfabrikant Unilever. Diverse merken van het concern waren regelmatig meer of minder prominent in beeld. Unilever financierde ook de website. Daarnaast waren er andere sponsors, bijvoorbeeld een hoveniersbedrijf dat bijdraagt aan een tuinrubriek.

## Nominatie Televizierring
- Life & Cooking was in 2002 en 2003 genomineerd voor de Gouden Televizierring.